# Neko rāmen
Neko rāmen (猫ラーメン?  translitterato  anche come Neko rahmen) è un manga yonkoma creato da Kenji Sonishi, pubblicato sul Comic Blade Masamune dell'editore Mag Garden. Nel 2006 ne è stato trasmesso l'adattamento anime per opera  dello studio Think Corporation.

## Trama
In una strada secondaria si trova il locale Neko rāmen, unica tavola calda specializzata in ramen gestita da un gatto: Taisho. A scoprire il luogo solitario è Konichi, giovane impiegato, mentre cerca un luogo in cui passare la pausa pranzo.
Sebbene non entusiasta della cucina, Konichi finisce soggiogato dal cipiglio e dalla forza di Taisho, che, nonostante le difficoltà, non smette mai di modificare il locale, con grande iniziativa e comiche conseguenze.

## Personaggi
Taisho (大将?, Taishō, ovvero “capo”)
Doppiato da Rie Nakagawa
Il gatto padrone della tavola calda. Suo unico scopo è fare soldi e trasformare la sua cucina in grande marchio venduto in tutto il paese. L'obiettivo che si è prefisso è però ben lontano dato che la sua ultima preoccupazione sono i clienti e non si cura del gusto repellente che ha la sua cucina.
Per sfuggire alla chiusura definitiva dell'attività è inoltre capace di adattare il locale in qualsiasi tipo di altra attività commerciale, da un ristorante francese ad un negozio di cartomanzia.
Di razza American Shorthair, è cresciuto in una numerosa famiglia di gatti di razza, mentre suo padre è un famoso modello felino. Taisho è il primo dei fratelli ad aver tentato la sorte aprendo un'attività in proprio, dopo essere stato accolto ed istruito da un cuoco di ramen che l'ha raccolto dalla strada.
Prima di approdare al ramen ha tentao anche di imparare a cucinare il sushi, ma le sue zampe pelose glielo hanno impedito.
Kōichi Tanaka (田中康一?, Tanaka Kōichi)
Doppiato da Atsushi Yamada
Il salaryman che si reca, fedelmente ogni giorno, da Taisho. Nonostante il primo approccio disastroso alla cucina del gatto, Koichi è comunque ritornato, divertito e preoccupato al tempo stesso dagli imprevedibili cambiamenti del locale.
Mī (ミー?)
Dipendente pigra di Taisho. Trascorre tutto il tempo adagiata sul bancone, sonnecchiando9, finisce spesso per lasciare i suoi gattini e le seccature a Taisho, che a sua volta cerca di scaricarli sulle spalle dei dlienti, come Koichi.
Shigeru Enoki (榎 茂?, Enoki Shigeru)
Dipendente di Taisho ed addetto alla cassa. Cleptomane, ruba palesemente dal registratore di cassa, ma solo Koichi sembra notarlo.
Mariko (まりこ?)
Ragazza di Koichi, invitata a mangiare da Taisho rimane disgustata a tal punto dalla cucina da giurare di non tornare più alla tavola calda e da lasciare Kocihi, che tuttavia nel corso del tempo tenta spesso di riconquistarla.